# Адильбаев, Кабдырахман
Кабдырахман Адильбаев, другой вариант имени — Кабдрахман Адельбаев (каз. Қабдырахман Әділбаев, 1 января 1910 года, аул № 16, Туркестанский край, Российская империя — 6 марта 1967 года) — колхозник, звеньевой колхоза «Ондирис», Герой Социалистического Труда (1948).

## Биография
Родился 1 января 1910 года в ауле Ондирис Акмолинского уезда (ныне — Астраханский район Акмолинской области Казахстана).
Трудовую деятельность начал в 30-е годы XX столетия. Работал в местном колхозе, потом — бригадиром строителей в городе Балхаш и бригадиром трактористов. С 1940 года был заместителем председателя сельского совета в селе Петровка.
С 1941 года участвовал в Великой Отечественной войне. В 1942 году получил тяжёлое ранение и был демобилизован. Возвратившись в Петровку, продолжил работать заместителем председателя сельского совета.
С 1944 года стал работать в местном колхозе «Ондрис» Новочеркасского района (сегодня — Астраханский район) Акмолинской области. В 1945 году был назначен звеньевым полеводческого звена.
В 1947 году свекловодческое звено под руководством Кабдырахмана Адильбаева собрало на участке площадью 18 гектаров по 31 центнеров зерновых. За этот доблестный труд в сельском хозяйстве был удостоен в 1948 году звания Героя Социалистического Труда.
В 1956—1962 гг. заведовал молочно-товарной фермой колхоза «Ондрис», в 1962—1963 гг. работал пожарным в совхозе «Степняк».
Скончался 6 марта 1967 года, похоронен на кладбище села Ондирис.
Сочинения
- От отдельных рекордов к высоким урожаям на всей площади/ в книге: Не ждать от природы милостей — взять от неё всё возможное. Опыт передовиков зернового хозяйства, Алма-Ата, 1948, стр. 50 — 56

## Награды
- Медаль «За доблестный труд в Великой Отечественной войне 1941—1945 гг.»;
- Герой Социалистического Труда (1948);
- Орден Ленина (1948).